# 天爐座φ
天爐座φ，又名CD-34 905，HD 15427、SAO 193723、HR 724，是天爐座的一颗恒星，视星等为5.14，位于銀經236.68，銀緯-68.2，其B1900.0坐标为赤經2h 23m 47.8s，赤緯-34° -68.2′ 32″。